# Klassekabalen
Klassekabalen er en dansk dokumentarserie i seks afsnit fra 2015 instrueret af Ulla Søe. Serien følger en skoleklasse i forskellige situationer og ser på skolebørns trivsel.
I afsnittet med titlen "Lejrskole" var klassen på Middelaldercentret på lejrskole i to dage. Man fulgte eleverne fra de tog af sted i toget, klædte om til middelaldertøj, lavede mad, skød blide af og så ridderturnering. Herefter blev der vist, hvordan klassen gebærdede sig efter åbningstiden i moderne tøj og med hinandens samvær. Klassen sov i middelaldertelte, med undtagelse af et par stykker som fik hjemve, og næste morgen tog hjem. Undervejs i programmet blev nogle af eleverne interviewet om deres oplevelser.

## Afsnit
| Nr. | Titel           |
| --- | --------------- |
| 1 | "Klassefest"    |
| 5. a skal holde deres første rigtige klassefest uden forældre - og alle glæder sig! Men det er helt forskelligt, hvordan man gerne vil feste: Pigerne satser på at danse med drengene, men drengene vil hellere spille fodbold!                      |                 |
| 2 | "Fællesleg"     |
| Frikvarteret betyder meget for sammenholdet i 5.a, men det er svært, når nogle gerne vil spille fodbold hele tiden, og andre slet ikke har lyst. Og kan det overhovedet lykkes at få succes med fælleslegene, så ingen kommer op og slås?            |                 |
| 3 | "Pigeproblemer" |
| Pigerne i 5. a synes, det er meget vigtigt at have en bedste veninde, men man kan hurtig blive jaloux og bange for at miste. For to år siden havde Sarah og Amanda en konflikt om at stjæle veninder fra hinanden, og nu blusser konflikten op igen! |                 |
| 4 | "Lejrskole"     |
| Klassen skal på lejrtur, og alle glæder sig, fordi det er godt for sammenholdet at komme væk fra skolen og lave noget andet, end man plejer. Og måske ser man også nye sider af hinanden og lærer hinanden bedre at kende?                           |                 |
| 5 | "Kærester"      |
| I 5. a er det stadig lidt pinligt at være kærester, men kæresteparret Mie og Magnus stod frem, fordi de andre alligevel ville finde ud af det. Nu er de ikke kærester mere og har svært ved at tale sammen. Bliver det bedre i 6. klasse?            |                 |
| 6 | "Hård tone"     |
| Klassens største udfordring her i starten af 6. klasse er den hårde tone, for det, som er sjovt for nogle, kan virke sårende for andre. Det kan være en følsom tid her på tærsklen til teenage-livet!                                                |                 |